# Västerleds distrikt
Västerleds distrikt är ett distrikt i Stockholms kommun och Stockholms län. 
Distriktet ligger i östra Västerort i Stockholms kommun inom området för Bromma stadsdelsområde.
I distriktet ingår stadsdelarna Traneberg, Alvik, Äppelviken, Smedslätten, Ålsten, Stora Mossen, Höglandet, Olovslund, Nockeby och Nockebyhov. 

## Tidigare administrativ tillhörighet
Distriktet inrättades 2016 och utgörs av en del av området som till 1971 utgjorde Stockholms stad inom en del av det område som före 1916 utgjorde Bromma socken.
Området motsvarar den omfattning Västerleds församling hade 1999/2000.